# Pareuxoa perdita
Pareuxoa perdita là một loài bướm đêm thuộc họ Noctuidae. Nó được tìm thấy ở vùng Magallanes và Antartica Chilena của Chile.
Sải cánh dài khoảng 32 mm. Con trưởng thành bay từ tháng 11 đến tháng 1.